# ساي رايت
ساي رايت (بالإنجليزية: Cy Wright)‏ هو لاعب كرة قاعدة أمريكي، ولد في 16 أغسطس 1893 في منيابولس في الولايات المتحدة، وتوفي في 7 نوفمبر 1947 في Hines, Illinois ‏ في الولايات المتحدة.

## وصلات خارجية
- ساي رايت على موقعبيزبول رفرنس.كوم (الدوري الرئيسي) (الإنجليزية)
- ساي رايت على موقعبيزبول رفرنس.كوم (الدوري الثانوي) (الإنجليزية)